# Kalai
Pour les articles homonymes, voir Kalai (homonymie).
Kalai (né Kalniela Ka Lei Ali’I ‘O’ Kalani Kala’I) est un artiste auteur, compositeur, interprète américain né le 18 décembre 1979 à Kailua (Hawaii).

## Discographie
- 2001 : Acoustacism
- 2002 : Six Strings and the Rainy Day Man
- 2004 : Rebel Hands
- 2006 : Crows Feet
- 2008 : A Pauper's Hymnal